# Miroslav Košuta
Miroslav Košuta (Santa Croce, 11 marzo 1936) è un poeta, scrittore e traduttore italiano di nazionalità slovena.
Il 7 febbraio 2011 ha ricevuto il Premio Prešeren, il maggiore riconoscimento culturale della Slovenia, per la sua attività letteraria e per il contributo nella preservazione della lingua slovena in Italia.

## Biografia
Miroslav Košuta è nato l'11 marzo 1936 a Santa Croce di Trieste. Dopo aver conseguito la maturità presso il ginnasio con lingua d'insegnamento slovena di Trieste ha continuato gli studi presso l'Università di Lubiana, dove si è laureato nel 1962. Ha successivamente lavorato come giornalista e redattore presso la Radio slovena. Nel 1969 è ritornato a Trieste, dove ha lavorato per tre stagioni come drammaturgo al Teatro Stabile Sloveno e dove fino al 1978 ha redatto il mensile Dan, dell'Editoriale Stampa Triestina. Fino al pensionamento è stato dirigente e direttore artistico del Teatro Stabile Sloveno di Trieste.

## Opere
Poeta di livello europeo, è considerato il maggiore poeta sloveno della Trieste del dopoguerra e una delle voci poetiche più alte del panorama sloveno contemporaneo; ha iniziato a scrivere le sue prime poesie per la pubblicazione triestina Literarne vaje, continuando come studente a pubblicare poesie sulle riviste e i giornali letterari dell'epoca. Ha tradotto il lavoro di diversi autori stranieri, soprattutto italiani e spagnoli. Nel 1963 è uscita la sua prima raccolta poetica, con il titolo Morje brez obale.
La sua lirica privilegia le tematiche riguardanti la città di Trieste e il suo circondario. Un'altra tematica prevalente nelle sue poesie è l'amore.
Miroslav Košuta ha scritto anche molte poesie per i bambini.
Košuta è anche un importante autore di testi teatrali e di drammi radiofonici, per adulti e per bambini (tra quelli di maggior successo ci sono i lavori del 1980 Štirje fantje muzikantje e Vitez na obisku).

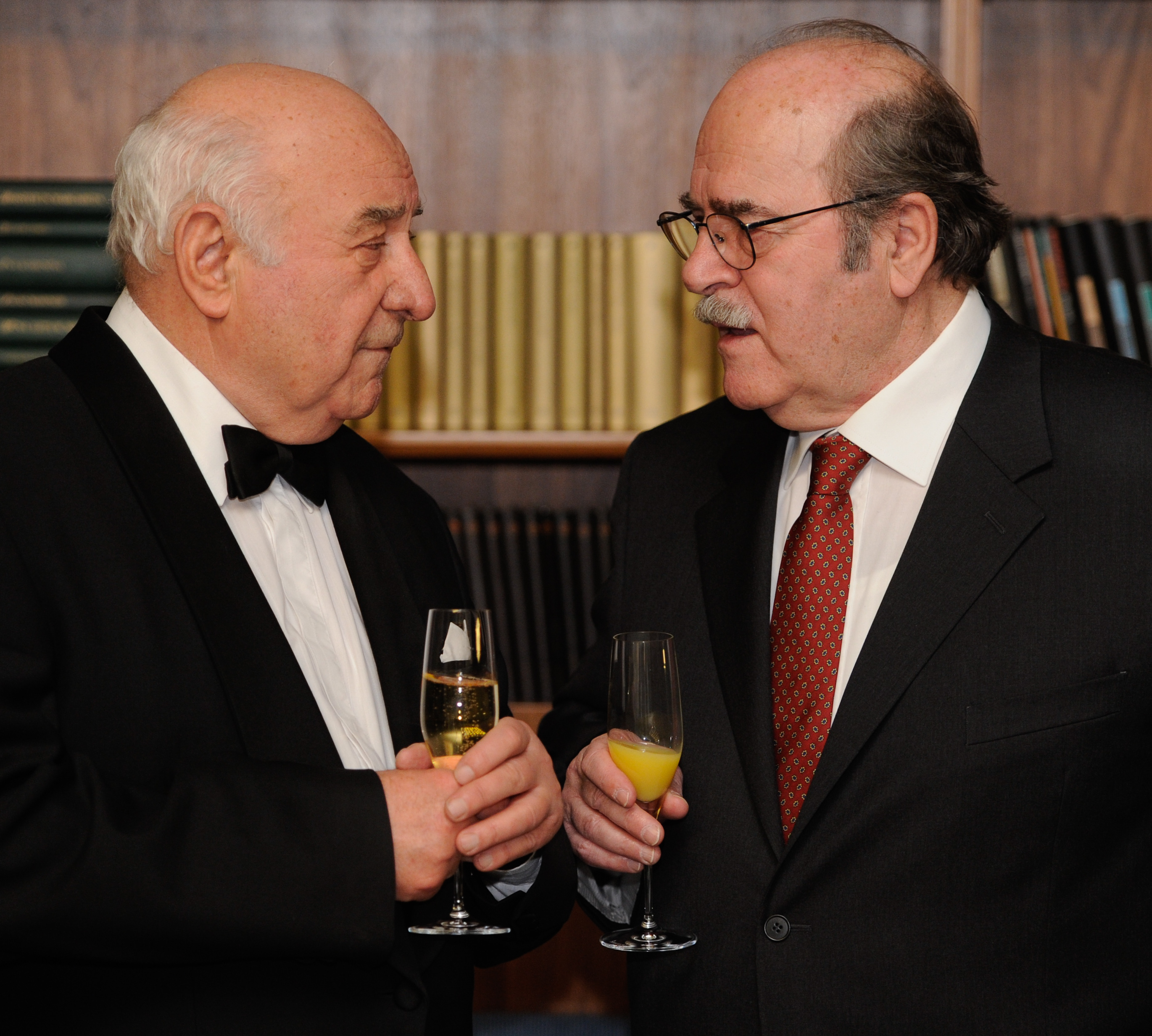
Anton Nanut and Miroslav Košuta in occasione del Premio Prešeren nel 2011

### Poesia
- Morje brez obale (1963)
- Pesmi in zapiski (1969)
- Tržaške pesmi (1974)
- Pričevanje (1976)
- Selivci] (1977)
- Pesmi (1978)
- Robidnice in maline(1983)
- Odseljeni čas (1990)
- Riba kanica (1991)

### Opere per l'infanzia

#### Poesia
- Kje stanuješ, mala miška?  Ljubljana: Mladinska knjiga (1975)
- Zaseda za medveda  Ljubljana: Mladinska knjiga (1979)}
- Abecerime  Ljubljana: Mladinska knjiga (1979)
- Ptička smejalka  Ljubljana: Mladinska knjiga (1984)
- Zidamo dan  Ljubljana: Borec (1987)
- Na Krasu je krasno  Ljubljana: Mladinska knjiga (1988)
- Kavka s Kavkaza  Ljubljana: Mladinska knjiga (1992)
- Galeb nad žitom (1995)
- Pomol v severno morje (2001)
- Strašnice (2002)
- Križada (2006)

#### Lavori per l'infanzia
- Štirje fantje muzikantje (1980)
- Vitez na obisku (1980)

### Opere radiofoniche
- Nikec in njegovi
- Fižolček
- Zgodba o vojaku
- Prepovedana pravljica o princeski
- Volk iz pravljice
- Rdeči trolejbus
- Tri igre za glas

### Traduzioni in lingua italiana
- Memoria del corpo assente, 1999.
- La ragazza dal fiore pervinca, Milano, Del Vecchio, 2015, ISBN 978-88-6110-126-5.
- Diario del nido di rondini, Milano, Albe Edizioni, 2018 (finalista al premio Un libro per l'ambiente 2019)

## Premi
- Prešernov sklad, 1978
- Premio Kajuh, 1988
- Premio Levstik, 1989
- Premio Vstajenje, 2002
- Zlatnik poezije, 2002
- Riconoscimento onorario IBBY, Lega internazionale per la letteratura per l'infanzia, 2008
- Premio Prešeren, 2011